# Elephant Butte (Nouveau-Mexique)
Pour les articles homonymes, voir Elephant Butte.
Elephant Butte est une ville dans le comté de Sierra, au Nouveau-Mexique. Elle se situe près du lac d'Elephant Butte, ainsi que des forêts nationales de Cibola et de Gila. La population s'élevait à 1 431 habitants au recensement de 2010.

## Toponymie
Elephant Butte a pour origine la butte se trouvant au lac et ressemblant à un éléphant.

## Source
- (en) Cet article est partiellement ou en totalité issu de l’article de Wikipédia en anglais intitulé « Elephant Butte, New Mexico » (voir la liste des auteurs).